# Diode
En diode er en elektronisk komponent typisk i et hus, der har to elektroder og hvor strømmen løber igennem lufttomt rum, gas eller en halvleder og som har en asymmetrisk overførselskarakteristik.
En ensretterdiode funktion er populært sagt elektricitetens modsvar til en ensretterventil; under normale driftsbetingelser kan der gå elektrisk strøm fra anoden til katoden, men ikke den anden vej. Dioder kan realiseres på forskellige måder, f.eks. som et radiorør, en halvleder, eller ved hjælp af et flydende metal, som f.eks. i kviksølvensretteren.

## Historisk
Termioniske (elektronrørs) dioder og faststof (halvleder) dioder blev udviklet separat, på omtrent samme tidspunkt, i begyndelsen af 1900'erne, som radiomodtager detektorer. Indtil 1950'erne blev elektrondioder brugt hyppigere i radioer, fordi de tidlige punktkontakt halvlederdioder var mindre stabile. Derudover havde de fleste radiomodtagere elektronrør til forstærkning, der nemt kunne have de termioniske dioder inkluderet i elektronrøret (for eksempel 12SQ7 dobbeltdiodetrioden), og elektronrørsensrettere og gasfyldte ensrettere var i stand til at håndtere en del højspænding-/højstrøm-ensretter opgaver bedre end de halvlederdioder (såsom selenensrettere), der var tilgængelige på det tidspunkt.
I 1873 observerede Frederick Guthrie, at en jordet, hvidglødende metalkugle bragt i umiddelbar nærhed af et elektroskop ville aflade et positivt ladet elektroskop, men ikke et negativt ladet elektroskop. I 1874 opdagede den tyske videnskabsmand Karl Ferdinand Braun den "envejsledende" effekt overgang mellem et metal og et mineral.
Da disse to komponenter blev opfundet, blev de kaldt ensrettere.
I 1880 observerede Thomas Edison ensrettet strøm mellem opvarmede og uopvarmede elektrisk ledende dele i en glødepære, senere kaldet Edison-effekten, og fik patent på anvendelse af fænomenet til brug i et DC-voltmeter. Omkring 20 år senere indså John Ambrose Fleming (videnskabelig rådgiver for Marconi Company og tidligere Edison-medarbejder) at Edison-effekten kunne bruges som en radiodetektor. Fleming patenterede den første ægte termioniske diode, Fleming-elektronrøret, i Storbritannien den 16. november 1904 (efterfulgt af US patent 803.684 i november 1905). Gennem hele elektronrørets æra blev elektronrørsdioder brugt i næsten al elektronik såsom radioer, fjernsyn, lydsystemer og instrumentering. De mistede langsomt markedsandele begyndende i slutningen af 1940'erne på grund af selenensretterteknologi og derefter til halvlederdioder i løbet af 1960'erne. I dag bruges de stadig i nogle få højeffektanvendelser, hvor deres evne til at modstå transiente spændinger og deres robusthed, giver dem en fordel i forhold til halvlederenheder og i musikinstrumenter og audiofile anvendelser.
Den indiske videnskabsmand Jagadish Chandra Bose var den første til at bruge et krystal til at detektere radiobølger i 1894. Krystaldetektoren blev udviklet til en praktisk enhed til trådløs telegrafi af Greenleaf Whittier Pickard, som opfandt en siliciumkrystaldetektor i 1903 og modtog patent på den den 20. november 1906. Andre forsøgspersoner prøvede en række andre mineraler som detektorer. Halvlederprincipper var ukendte for udviklerne af disse tidlige ensrettere.
I 1919 opfandt William Henry Eccles ordet diode fra det græske di, der betyder "to" og ode (fra ὅδος) der betyder "vej".
I løbet af 1930'erne udviklede forståelsen af fysik sig, og i midten af 1930'erne anerkendte forskere ved Bell Telephone Laboratories potentialet i krystaldetektoren til anvendelse i mikrobølgeteknologi. Forskere ved Bell Labs, Western Electric, MIT, Purdue og i Storbritannien udviklede intensivt punktkontaktdioder (krystalensrettere eller krystaldioder) under Anden Verdenskrig til anvendelse i radar. Efter Anden Verdenskrig brugte AT&T disse i sine mikrobølgetårne, der krydsede USA, og mange radarsæt bruger dem selv i det 21. århundrede. I 1946 begyndte Sylvania at tilbyde 1N34 punktkontaktdioden. I begyndelsen af 1950'erne blev pn-overgangsdioder udviklet.
I 2022 blev den første superledende diodeeffekt realiseret, uden et eksternt magnetfelt.

## Ensrettende halvlederdiode
Den mest kendte halvlederdiode er en almindelig strømensrettende halvlederdiode, der består af en overgang mellem to forskelligt "let forurenede" halvledermaterialer. De "let forurenede" dele er:
- N-doteret ("let forurenet"). Betyder at halvlederen er forurenet med et hovedgruppe V-grundstof (fx fosfor). Resultatet er, at der er nogle få frie valenselektroner i N-materialet og at det er en rimelig elektrisk leder.
- P-doteret. Betyder at halvlederen er forurenet med et hovedgruppe III-grundstof (fx bor eller gallium). Resultatet er, at der er underskud af elektroner i P-materialet. De steder der mangler en elektron kaldes et elektronhul (eller blot hul) og at det er en rimelig elektrisk leder.

Når disse to doterede dele N og P sættes sammen, så lader komponenten kun elektrisk strøm løbe via PN, men ikke i retningen via NP.
Da elektroner (negative ladning) løber i modsat retning af strømmens, sker der følgende: Elektronerne kan løbe via NP, men ikke i retningen PN.
Forklaringen på dette er i den tynde zone mellem P og N. Her vil frie elektroner blive bundet i de nærliggende "huller". Det betyder at denne zone er elektrisk isolerende ved 0 volt over NP.
Når der påtrykkes en positiv spænding over PN, vil elektronerne løbe gennem N til NP-zone, og hullerne vil løbe gennem P til NP-zone fra den anden side. Det resulterer i at elektroner og hullerne annihilerer under udsendelse af fotoner – dette anvendes især i lysdioder. Der vil dog være et spændingsfald over PN, der afhænger af PN halvledermaterialet, temperatur, aktive areal+tykkelse og strømstyrke/areal:
| Hyppigst anvendte halvledermaterialer | Spændingsfald ca. Vf (V) @ 20mA | Bølgelængde ca. nm | Bemærkninger                                                                                  |
| ------------------------------------- | ------------------------------- | ------------------ | --------------------------------------------------------------------------------------------- |
| Ge, Germanium                         | 0,2-1,5                         |                    | Ensretterdioder. Anvendes næsten ikke mere. F.eks. OA91, AA119, AA143, 1N60, AAY10-120, OY101 |
| Kobberoxid                            | 0,2 (?mA)                       |                    | Ensretterdioder. Anvendes næsten ikke mere.                                                   |
| Selen-baserede                        | 0,5 (?mA)                       |                    | Ensretterdioder. Anvendes næsten ikke mere.                                                   |
| Si, Silicium                          | 0,7                             |                    | Ensretterdioder. F.eks. 1N4007, 1N4148, 1N4448, BY227                                         |
| Si, Silicium                          | 0,2-0,3                         |                    | Schottky-ensretterdioder. F.eks. BAT81, 1N5817, MBR160, MMBD770                               |
| SiC, Siliciumcarbid                   | ca. 1                           |                    | SiC-Schottky-diode. F.eks. GB01SLT12-220                                                      |
| GaAs Galliumarsenid, GaAlAs           | 1,2-1,9                         | 850-940            | Infrarøde lysdioder og laserdioder                                                            |
| GaAlAs, GaAsP, InGaAIP, GaP           | 1,6-2,0                         | 610-760            | Røde lysdioder                                                                                |
| GaAsP, InGaAIP, GaP                   | 2,0-2,1                         | 590-610            | Orange og ravfarvede lysdioder                                                                |
| GaAsP, AlGaInP, GaP                   | 2,1-2,2                         | 570-590            | Gule lysdioder                                                                                |
| GaP, AlGaInP, AlGaP                   | 1,9-4,0                         | 500-570            | Grønne lysdioder                                                                              |
| InGaN, SiC                            | 2,5-3,7                         | 450-500            | Blå lysdioder og laserdioder - inkl. hvide lysdioder                                          |
| InGaN                                 | 2,8-4,0                         | 400-450            | Violette lysdioder                                                                            |
| AlN, AlGaN, AlGaInN                   | 3,1-4,1                         | <400               | Ultraviolette lysdioder                                                                       |

Når der påtrykkes en positiv spænding over NP, vil elektronerne og hullerne løbe væk fra NP-zonen og resultatet er, at der ingen elektrisk strøm løber, fordi der ingen frie ladningsbærere er. NP-overgangslaget fungerer som isolator, men kan kun klare en vis spænding før der sker et destruktivt gennemslag. Ved småsignaldioder kan denne spænding være så lav som 20-30 volt, mens det´ved ensretterdioder kan være 1000 volt (1N4007) eller højere. Gennembrudsspændingen kaldes zenerspændingen, og denne udnyttes hos zenerdioderne, der er konstrueret til at tåle dette gennemslag, blot man sørger for at begrænse strømmen gennem komponenten.

## Fotodiode og solcellediode
Når en diode absorberer fotoner med en egnet bølgelængde vil dioden fungere som en strømgenerator, der er stort set proportional med lysstyrken. Det er NP-zonen, som under fotonabsorptionen genererer en elektron og et elektronhul.
En effektiv lysdiode fungerer også som en retningsbestemt solcellediode, men med det areal som lysdiodens linsetværsnit har.

## Ensrettende elektronrørsdiode (radiorørsdiode)
Den mest kendte ensrettende elektronrørsdiode har et lufttomt rør med to elektroder, hvoraf den ene har let ved at afgive elektroner (katode) og den anden ikke let kan (anode). Elektronrørsdioden blev opfundet af Sir Ambrose Fleming i november 1904.

## Halvleder diodetyper
Halvlederbaserede dioders to terminaler kaldes, ligesom elektronrørsdioden, for elektroder, hvor den ene kaldes katode og den anden kaldes anode.
Af nutidige og fortidige ensretterdioder findes der:
- Chip-diode – mest almindelige i dag (2012).
- Schottky diode
- Schottky diodevarianter:
  - Punktkontaktdiode
  - Krystaldetektor

Der findes mange varianter af halvlederbaserede dioder udover den almindelige diode. Her er nogle af dem:
- diac (symmetrisk overføringsfunktion)
- fotodiode
- kapacitetsdiode
- laserdiode
- lysdiode LED
- pin-diode
- solcellediode
- Transient-dæmper-diode (kan have asymmetrisk eller symmetrisk overføringsfunktion)
- tunneldiode
- Zenerdiode